# Richilde di Toscana
Richilde (Richilda) di Toscana (... – 1034/1037) è stata una nobildonna italiana e membro della dinastia nota agli storici come Gisalbertini. Il suo secondo marito fu Bonifacio di Canossa.

## Biografia

### Infanzia
Richilde era figlia di Gisalberto II di Bergamo e di Anselda (figlia di Arduino il Glabro). Suo padre era un conte palatino di Bergamo e vicario imperiale prima a Reggio Emilia (1021) e poi a Verona.

### Patrimonio
Richilde era una donna incredibilmente ricca. Possedeva beni e un'ampia controdote dal suo primo matrimonio e ricevette una grande concessione di terreni nella provincia di Ferrara dall'imperatore Enrico II nel 1016. Secondo Donizone, Richilde è stata una grande benefattrice dei poveri. Fece anche diverse donazioni di proprietà a suo nome alle istituzioni religiose. Nel 1017, fece concessioni di terreni all'abbazia di Nonantola assieme al marito Bonifacio. Anche se a quel tempo era matchesa (Margravio), in questi documenti portava solo il titolo di comitissa (contessa). Il primo documento reca un signum manus pro Richilde Comitissa.

### Morte
Richilde morì poco dopo il 1034, prima che Bonifacio sposasse la sua seconda moglie Beatrice (c.1037). Richilde fu sepolta a Nogara, in una chiesa alla quale aveva fatto donazioni.

## Discendenza
Il nome del primo marito non è noto, ma era probabilmente uno dei figli o nipoti di Gandolfo I, conte di Verona. Questo marito sconosciuto era morto dal 1010.
Tra il 1010 e il 1015 Richilde sposò il suo secondo marito, Bonifacio di Canossa (o Bonifacio di Toscana). Secondo Donizone, che è stato il biografo di Matilde di Canossa (figlia di Bonifacio e di Beatrice di Bar), Richilda morì senza figli. Al contrario, l'anonimo autore del Eremita Vita di S. Simeoni (scritto dopo 1016 e prima del 1024) afferma che Richilda aveva una figlia che morì prima di lei. Non è chiaro se questa figlia era figlia di Bonifacio, o del suo primo marito.

## Ascendenza
|                          |                   |                    | Genitori            |  |  | Nonni                  |  |  | Bisnonni                |  |
|                          |                   |                    |                     |  |  | Lanfranco I di Bergamo |  |  | Gisalberto I di Bergamo |  |
|                          |                   |                    |                     |  |  | Lanfranco I di Bergamo |  |  | Gisalberto I di Bergamo |  |
|                          |                   | Rotruda di Pavia   |                     |  |  | Lanfranco I di Bergamo |  |  |                         |  |
| Gisalberto II di Bergamo |                   |                    |                     |  |  | Lanfranco I di Bergamo |  |  |                         |  |
|                          |                   | ...                | ...                 |  |  |                        |  |  |                         |  |
|                          |                   | ...                | ...                 |  |  |                        |  |  |                         |  |
|                          |                   | ...                | ...                 |  |  |                        |  |  |                         |  |
| Richilde di Toscana      |                   | ...                |                     |  |  |                        |  |  |                         |  |
|                          | Arduino il Glabro | Ruggero di Auriate |                     |  |  |                        |  |  |                         |  |
|                          | Arduino il Glabro | Ruggero di Auriate |                     |  |  |                        |  |  |                         |  |
|                          | Arduino il Glabro | ...                |                     |  |  |                        |  |  |                         |  |
| Anselda di Torino        | Arduino il Glabro |                    |                     |  |  |                        |  |  |                         |  |
|                          |                   | Emilia             | Manfredo di Mosezzo |  |  |                        |  |  |                         |  |
|                          |                   | Emilia             | Manfredo di Mosezzo |  |  |                        |  |  |                         |  |
|                          |                   | Emilia             | ...                 |  |  |                        |  |  |                         |  |
|                          |                   | Emilia             |                     |  |  |                        |  |  |                         |  |